# Elezioni presidenziali in Portogallo del 1980
Le elezioni presidenziali in Portogallo del 1980 si tennero il 7 dicembre.

## Risultati
| António Ramalho Eanes     | PS - PCP - PCTP                        | 3 262 520 | 56,44 |  |  |  |  |  |
| António Soares Carneiro   | Alleanza Democratica (PSD - CDS - PPM) | 2 325 481 | 40,23 |  |  |  |  |  |
| Otelo Saraiva de Carvalho | Forza di Unità Popolare                | 85 896    | 1,49  |  |  |  |  |  |
| Carlos Galvão de Melo     | Indipendente                           | 48 468    | 0,84  |  |  |  |  |  |
| António Pires Veloso      | Indipendente                           | 45 132    | 0,78  |  |  |  |  |  |
| António Aires Rodrigues   | Partito Operaio di Unità Socialista    | 12 745    | 0,22  |  |  |  |  |  |
| Totale                    | Totale                                 | 5 780 242 | 100   |  |  |  |  |  |
|                           |                                        |           |       |  |  |  |  |  |
| Schede bianche            | Schede bianche                         | 16 076    | 0,28  |  |  |  |  |  |
| Schede nulle              | Schede nulle                           | 44 014    | 0,75  |  |  |  |  |  |
| Votanti                   | Votanti                                | 5 840 332 | 84,39 |  |  |  |  |  |
| Elettori                  | Elettori                               | 6 920 869 |       |  |  |  |  |  |

| António Ramalho Eanes     |  | 56,44% |
| António Soares Carneiro   |  | 40,23% |
| Otelo Saraiva de Carvalho |  | 1,49%  |
| Carlos Galvão de Melo     |  | 0,84%  |
| António Pires Veloso      |  | 0,78%  |
| António Aires Rodrigues   |  | 0,22%  |